# Блэр, Хью
Хью Блэр (англ. Hugh Blair; 7 апреля 1718[…], Эдинбург — 27 декабря 1800[…], Эдинбург) — шотландский религиозный деятель, проповедник, философ

, писатель

, издатель, педагог и литературный критик; считается одним из первых великих теоретиков письменного дискурса.

## Биография
Хью Блэр родился 7 апреля 1718 года в городе Эдинбурге, в образованной пресвитерианской семье. Его отцом был Джон Блэр — эдинбургский купец. Он был праправнуком преподобного Роберта Блэра из Сент-Эндрюса и внучатым племянником преподобного Дэвида Блэра, модератора Генеральной Ассамблеи в 1700 году.
Успешно окончил университет родного города и получил степень магистра. Его диссертация «Dissertatio Philosophica Inauguralis de fundamentis et requirede legis naturae» служит предшественником опубликованных позже проповедей о принципах морали и добродетели.
В 1741 году, через два года после публикации своей диссертации, Блэр получил лицензию пресвитерианского проповедника. Вскоре после этого Граф Ливен услышал о популярности Блэра и представил его приходской церкви Коллесси в Файфе в качестве своего служителя; проработав там некоторое время Блэр перевёлся в Эдинбург.
В 1757 году он был удостоен почётной степени доктора богословия Сент-Эндрюсским университетом и чуть розднее получил в альма-матер кафедру риторики и изящной словесности; он сохранял эту должность до выхода на пенсию в 1783 году. Курс Блэра изложен в его двухтомнике «Lectures on rhetoric and belles lettres» впервые изданном в Лондоне в 1783 году (новое издание увидело свет в 1879). Одновременно он был и служителем церкви Шотландии.
Его «Sermons», которые читатели впервые увидели в 1777 году, отличаются ясностью и изящностью изложения (немецкий переводд Зака и Шлейермахера: 5 т., Лейпциг, 1781—1802). В том же году, был сформирован 71-й пехотный полк, первоначально базировавшийся в Эдинбургском замке и Блэр был назначен его капелланом.
Х. Блэр многократно поддерживал шотландского поэта—мистификатора Джеймса Макферсона при издании «Оссиановых песен», подлинность которых он защищал в 1763 году в статье «Dissertation on the poems of Ossian». Со временем выяснилось, что на самом деле песни написаны самим Макферсоном, а не являются переводом с гэльского языка поэм Оссиана.
В 1755 году Блэр основал журнал на английском языке «Эдинбургское обозрение» («Edinburgh Review»).
Хью Блэр умер 27 декабря 1800 года в городе Эдинбурге и был погребён на кладбище Грейфрайерс.
Его заслуги были отмечены членством в Эдинбургском королевском обществе.